# Mì bương bương

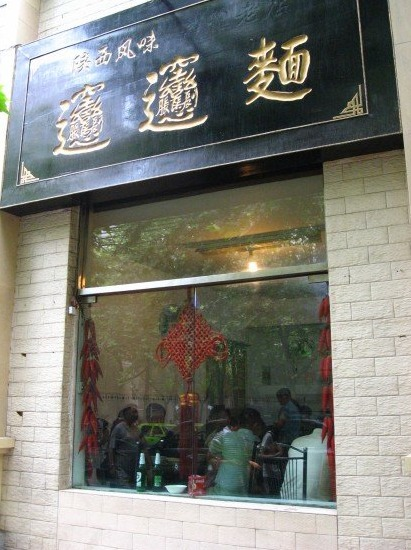
Một cửa hàng chuyên bán mì Bương Bương

Chữ bương (biáng)

Mì bương bương (𰻞𰻞麵) (tiếng Trung: Biáng Biáng Miàn; tiếng Nhật: Byan Byan Men) là một loại mì khá phổ biến và xuất xứ từ vùng Quan Trung, tỉnh Thiểm Tây, Trung Quốc. Tiếng Trung phát âm là biáng biáng miàn, tiếng địa phương thành phố Tây An phát âm thành biáng biǎng miān, tiếng Nhật là byan byan men.

## Khái quát
Nguyên liệu chính là bột mì, sau khi cho thêm nước và muối ăn, hỗn hợp nguyên liệu bột mì sẽ được nhào trộn cho đều. Trước khi luộc, người ta dùng hai tay kéo bột với chiều rộng từ 2 đến 3 cm, sau đó cán mỏng ra. Hương vị món mì khá tương tự với món mì Udon của Nhật Bản, nhưng hình dạng của sợi mì thì khác nhau. Tùy theo chiều dài của thớt kéo mì sẽ quyết định độ dài của sợi mì, có khi dài đến 1 mét.
Mì Bương Bương đứng đầu trong Thiểm Tây thập đại quái (陝西十大怪 - 10 điều kỳ lạ của vùng Thiểm Tây). Trong đó, mì Biang được nêu tên là 面条像裤带 (Sợi mì như sợi dây buộc quần).

## Tên gọi
Liên quan đến danh xưng mì Bương Bương và chữ Hán  của nó, hiện tại chỉ có giả thuyết, chưa thể xác định được.
Một trong những thuyết hợp lý nhất về danh xưng của chữ  là do chữ "扁扁" (biàn biàn, HV: biên biên) mang nghĩa "bẹt, dẹt, rộng mà mỏng" tạo thành. Tại một số địa phương vùng tây bắc Trung Quốc, trong đó có vùng Thiểm Tây, có trường hợp âm "an" đọc chệch thành "ang". Trong quá trình phổ biến món mì này ra khắp các tỉnh thành Trung Quốc, âm "ang" cũng từ đó được nhiều người biết đến mà nguồn gốc của nó cũng dần bị quên lãng, kể cả văn tự, chỉ còn truyền lại âm đọc.
Ngoài ra cũng còn một thuyết đề cập đến âm thanh biáng biáng (bương bương) phát ra khi nấu mì hay tiếng gõ vào thớt tại các xe mì dạo.
Chữ Hán  là một trong những chữ địa phương. Tuy nhiên, trong Khang Hy Từ điển thời nhà Thanh, cũng như trong các nghiên cứu Hán tự và nghiên cứu ngôn ngữ địa phương vùng Thiểm Tây đã được xuất bản tính đến thế kỷ XX.

### Hán tự

Chữ bương (biáng)

#### Cách viết
Tùy theo cách viết (phồn thể, giản thể, kết hợp giản thể và phồn thể, thay đổi chi tiết chữ) mà chữ Bương  được cấu thành từ 42 đến 68 nét. Đây cũng là chữ phức tạp nhất trong hệ thống Hán tự mà vẫn còn được sử dụng hiện tại. Tuy nhiên, chữ này không thấy xuất hiện trong các dạng tự điển thường dụng dưới dạng bỏ túi tại Trung Quốc như "Tân Hoa Từ điển", và kể cả những từ điển lớn như "Khang Hy Từ điển" hay "Trung Hoa Đại Từ điển". Mặt khác, kiểu gõ Unicode hiện tại và các loại máy vi tính thông thường cũng không thể nhập được từ này.

#### Cách nhớ
Như đã trình bày ở trên, chữ「」là có cách viết phức tạp và khó nhớ, tuy nhiên cư dân vùng Thiểm Tây đã sáng tạo ra một bài thơ ngắn để hỗ trợ trong việc ghi nhớ cách viết (thứ tự từng nét) của chữ này.
| 一点上了天 黄河两道弯 八字大张口 言字往进走 你一扭，我一扭 你一长，我一长 当中加个马大王 心字底 月字旁 留个钓搭挂麻糖 坐着车车逛咸阳 | Một vết phết lên trời, Bời rời hai nét cong, Bát tự nằm thong dong, Chữ ngôn tròng vô giữa. Chàng lần lữa, nàng lần lữa. Chàng dong dài, nàng dong dài. Bỗng đâu chen giữa Mã Văn Tài. Tâm rơi đáy, Nguyệt nằm sườn. Thả câu bắt lấy cục kẹo đường, Ngồi xe thăm thú phường Hàm Dương. (Bài dịch thơ chỉ mang tính tham khảo) |

Thứ tự viết được tóm lược như sau: phiệt (丿), miên (宀), bát (八), ngôn (言), yêu (幺), yêu (幺), trường (長), trường (長), mã (馬), tâm (心), nguyệt (月), đao (刂), sước (辶).